# Suure-Jaani (ancienne commune)
Pour la ville actuelle, voir Suure-Jaani.

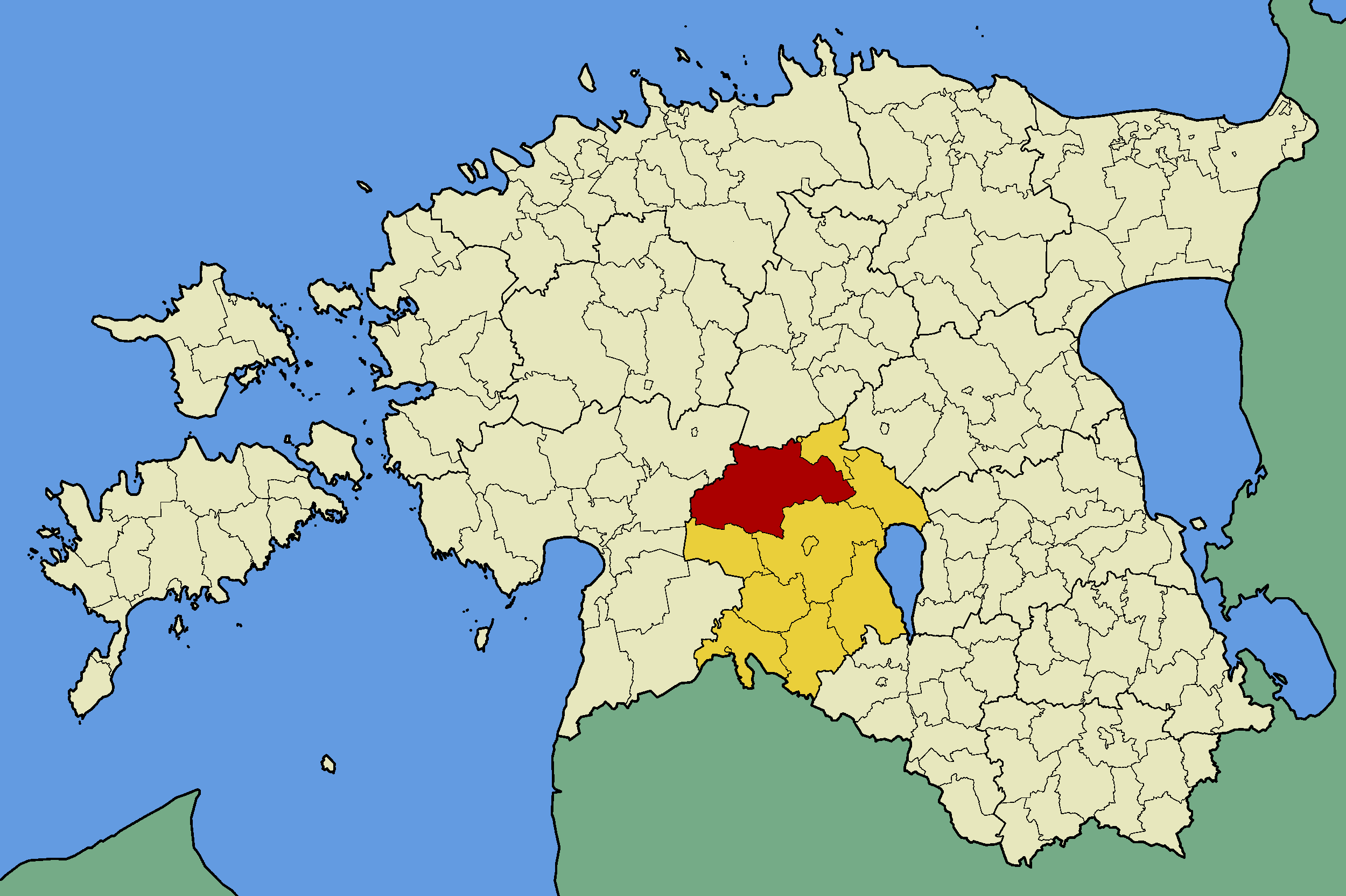
Localisation de l'ancienne commune de Suure-Jaani (en rouge) dans le comté de Viljandi (en jaune);

Suure-Jaani est une ancienne commune située dans le comté de Viljandi en Estonie, dont le chef-lieu était Suure-Jaani.

## Géographie
Elle s'étendait sur 748,8 km2 dans le nord du comté de Viljandi.
Elle comprenait la ville de Suure-Jaani, le bourg d'Olustvere, ainsi que les villages d'Aimla, Ängi, Arjadi, Epra, Ilbaku, Ivaski, Jaska, Jälevere, Kabila, Karjasoo, Kerita, Kibaru, Kildu, Kobruvere, Kootsi, Kuhjavere, Kuiavere, Kurnuvere, Kõidama, Kärevere, Lahmuse, Lemmakõnnu, Lõhavere, Metsküla, Mudiste, Munsi, Mäeküla, Navesti, Nuutre, Paelama, Põhjaka, Päraküla, Reegoldi, Riiassaare, Rääka, Sandra, Sürgavere, Taevere, Tällevere, Tääksi, Ülde, Vastemõisa, Vihi, Võhmassaare, Võivaku et Võlli.

## Histoire
Sous l'Empire russe, la commune est appelée Groß-Sankt-Johannis (« Grand-Saint-Jean ») en allemand, langue officielle de l'administration jusqu'en 1919. 
En 2005, elle fusionne avec les anciennes communes d'Olustvere et de Vastemõisa. Enfin lors de la réorganisation administrative d'octobre 2017, elle est supprimée et fusionne avec Kõo, Kõpu et Võhma pour former la nouvelle commune de Põhja-Sakala.

## Démographie
La population, en constante diminution depuis les années 1990, s'élevait à 6 222 habitants en 2006, 5 584 habitants en 2012 et 5 209 habitants en 2017. 